# Hans Alexander (Chemiker)
Hans Alexander (geboren 5. November 1865 in Breslau; gestorben nach 1935) war ein deutscher Chemiker, der u. a. ein spezielles Verfahren entwickelte, um Eisenwaren auf galvanischem Wege mit einem aluminium- bzw. magnesiumhaltigen Zinküberzug zu versehen. Er besaß seit 1890 auch das Patent zum Verfahren zum galvanischen Niederschlag von Zink, Kupfer und Nickel und war Begründer des Elektrochemischen Labors für Metallindustrie in Berlin.

## Leben
Er war der Sohn des Großkaufmanns und Bankiers Johann Alexander und dessen Ehefrau Jenny. Seine Vorfahren waren Gründer eines Bankhauses in Breslau und der Wollgroßhandlung Gebrüder Alexander in Breslau 1833.
Hans Alexander besuchte das Gymnasium zu St. Maria Magdalena in Breslau, wo er 1884 das Abitur ablegte. Danach studierte er Chemie an den Universitäten Freiburg im Breisgau, Breslau und Leipzig. Er promovierte 1889 in Leipzig zum Dr. phil. über Phenyläpfelsäure. Darüber hinaus arbeitete er an der Synthese des Conhydrins. Danach war er von 1889 bis 1893 als wissenschaftlicher Assistent des neueingesetzten Chemieprofessors Albert Ladenburg an der Universität Breslau tätig. Im Anschluss wechselte er nach Berlin in das von ihm gegründete Elektrochemische Labor für Metallindustrie, um ein von ihm ausgearbeitetes Verfahren zur elektrolytischen Verzinkung von Eisen in der Industrie weiterzuentwickeln und in der Praxis anwendbar zu machen.
Von 1898 bis 1900 war Hans Alexander als wissenschaftlicher Assistent an der Technischen Hochschule Charlottenburg u. a. bei Georg Karl von Knorre tätig, dem er in dessen Vorlesungen über Gasanalyse assistierte. Zwischen 1900 und 1910 verfasste Alexander für die Chemiker-Zeitung eine jährliche Rubrik Fortschritte auf dem Gebiete der Gasometrie bzw. Gasmessung und Gasanalyse, in der er die wichtigsten Entwicklungen des jeweils letzten Jahres referierte.
Hans Alexander war im Jahre 1901 Mitbegründer und später Vorsitzender des Märkischen Bezirksvereins des Vereins Deutscher Chemiker. Als er 1918 satzungsgemäß nicht mehr als Vorsitzender wählbar war, ernannte man ihn zum Ehrenmitglied des Vereins. Später übernahm er auch den tatsächlichen Vorsitz wieder. Aus Anlass des 25-jährigen Bestehens des Märkischen Bezirksvereins veranlasste er 1926 die Herausgabe eines Sonderheftes der Zeitschrift für angewandte Chemie. Spätestens 1929 ging der Märkische Bezirksverein in den Bezirksverein Groß-Berlin und Mark auf und Hans Alexander legte den Vorsitz nieder. Außerdem war Hans Alexander im Vorstand des Verbandes selbstständiger öffentlicher Chemiker. Er war Mitglied der Deutschen chemischen Gesellschaft, des Väterlichen Frauenvereins und des Vereins für Jugendpflege.
In seiner Freizeit förderte Hans Alexander das Kleingartenwesen. Er war ordentliches Mitglied des Kleingärtnerbeirats im 1932 aufgelösten Preußischen Ministerium für Volkswohlfahrt.

## Schriften (Auswahl)
- Über Phenylaepfelsäure und einige andere Derivate der Phenylbernsteinsäure, Breslau, Hoyer & Comp., 1889.
- Ueber Phenyläpfelsäuren. Justus Liebigs Annalen der Chemie, Band 258 Nr. 1, S. 67–86, doi:10.1002/jlac.18902580104.
- Versuch einer Synthese des Conhydrins, Berichte der Deutschen Chemischen Gesellschaft, Band 23, Verlag Chemie, 1890 (Rezension).
- Reduction des Cumarons. Berichte der deutschen chemischen Gesellschaft, Band 25, Nr. 2, 1892, S. 2409–2411, doi:10.1002/cber.18920250236.
- Einwirkung von Formaldehyd auf Orthodimethyltoluidin. Berichte der deutschen chemischen Gesellschaft, Band 25, Heft 2, 1892, S. 2408, doi:10.1002/cber.18920250235.
- Über die Angebliche Zerlegung des Schwefels. Zeitschrift für Elektrochemie, Band 5, Heft 8, 1898, S. 93–95, doi:10.1002/bbpc.18980050802.
- Ueber die Einwirkung des Acetylens auf Kupfer. Berichte der deutschen chemischen Gesellschaft. Band 32, Heft 2, 1899, S. 2381–2384, doi:10.1002/cber.189903202179.